# Ipo Frederik Hommes
Ipo Frederik Hommes (Stroobos, gedoopt 19 november 1765 - aldaar, 4 mei 1820) was een Nederlands koopman en bestuurder. Hij was van 1811 tot zijn overlijden in 1820 de eerste burgemeester (schout) van Grootegast.
Hommes woonde in Stroobos en zijn vader was er commissaris in het “Regthuis”. Hij huwde in 1796 met Jakoba Frank uit Leeuwarden en in 1801 kregen ze hun enige kind, een dochter. Samen kochten Hommes en zijn vrouw tussen Grootegast en Doezum verschillende stukken land.
 

Op 31 juli 1811 werd Hommes samen met de eerste burgemeesters van Leek, Marum en Oldekerk door de vrederechter geïnstalleerd. Hij overleed op 54-jarige leeftijd te Stroobos.